# Ülemine Pihlakuiv
Ülemine Pihlakuiv ist eine unbewohnte Insel, 15 Meter von der größten estnischen Insel Saaremaa entfernt. Die Insel liegt in der Landgemeinde Saaremaa im Kreis Saare. Sie gehört zum Nationalpark Vilsandi.
Ülemine Pihlakuiv bildet mit der südlichen Insel Alumine Pihlakuiv ein Inselpaar. Ülemine Pihlakuiv ist 75 Meter lang und 25 Meter breit.